# Ньюпорт (Мен)
Ньюпорт (англ. Newport) — місто (англ. town) в США, в окрузі Пенобскот штату Мен. Населення — 3133 особи (2020).

## Демографія
Згідно з переписом 2010 року, у місті мешкало 3275 осіб у 1410 домогосподарствах у складі 883 родин. Було 1766 помешкань
Расовий склад населення:
| - 96,4 % — білих - 0,5 % — азіатів - 0,4 % — чорних або афроамериканців - 0,2 % — корінних американців |

До двох чи більше рас належало 2,2 %. Частка іспаномовних становила 1,4 % від усіх жителів.
За віковим діапазоном населення розподілялося таким чином: 22,1 % — особи молодші 18 років, 61,7 % — особи у віці 18—64 років, 16,2 % — особи у віці 65 років та старші. Медіана віку мешканця становила 42,6 року. На 100 осіб жіночої статі у місті припадало 93,3 чоловіків;  на 100 жінок у віці від 18 років та старших — 91,2 чоловіків також старших 18 років.
Середній дохід на одне домашнє господарство  становив 59 963 долари США (медіана — 46 161), а середній дохід на одну сім'ю — 69 350 доларів (медіана — 59 604). Медіана доходів становила 57 951 долар для чоловіків та 38 661 долар для жінок. За межею бідності перебувало 19,2 % осіб, у тому числі 25,2 % дітей у віці до 18 років та 11,7 % осіб у віці 65 років та старших.
Цивільне працевлаштоване населення становило 1302 особи. Основні галузі зайнятості: освіта, охорона здоров'я та соціальна допомога — 23,4 %, роздрібна торгівля — 15,4 %, мистецтво, розваги та відпочинок — 9,6 %, будівництво — 8,8 %.